# Paraceras hamatum
Paraceras hamatum är en loppart som beskrevs av Jordan 1939. Paraceras hamatum ingår i släktet Paraceras och familjen fågelloppor. Inga underarter finns listade i Catalogue of Life.